# Lavallette
Lavallette es un borough ubicado en el condado de Ocean, Nueva Jersey, Estados Unidos. Tiene una población estimada, a mediados de 2021, de 1821 habitantes.

## Geografía
La localidad está ubicada en las coordenadas 39°58′10″N 74°4′19″O / 39.96944, -74.07194 (39.969474, -74.07188).

## Demografía
Según la Oficina del Censo, en 2000 los ingresos medios de los hogares de la localidad eran de $43,846 y los ingresos medios de las familias eran de $57,778. Los hombres tenían ingresos medios por $44,583 frente a $32,292 para las mujeres. Los ingresos per cápita para la localidad eran de $28,588. Alrededor del 8% de la población estaba por debajo del umbral de pobreza.
De acuerdo con la estimación 2016-2020 de la Oficina del Censo, los ingresos medios de los hogares de la localidad son de $90,139 y los ingresos medios de las familias eran de $115,916. Alrededor del 3.1% de la población está por debajo del umbral de pobreza.